# アグニエシュカ・ラドワンスカ
アグニエシュカ・ラドワンスカ（ポーランド語: Agnieszka Roma Radwańska,  [aɡˈɲɛʂka radˈvaɲska]、1989年3月6日 - ）は、ポーランド・クラクフ出身の女子プロテニス元選手。2012年ウィンブルドン選手権女子シングルスの準優勝者。2015年のWTAツアー選手権の優勝者。ポーランドの女子選手として、史上初めてWTAツアーの世界ランキングトップ10入りを果たした選手である。WTAランキング自己最高位はシングルス2位、ダブルス16位。これまでにWTAツアーでシングルス20勝、ダブルス2勝を挙げる。身長172cm、体重56kg。右利き、バックハンド・ストロークは両手打ち。1歳年下の妹のウルシュラ・ラドワンスカもプロテニス選手である。ポーランド語の読み方に従った、ラドバンスカという表記も多い。

## 来歴
アグニエシュカ・ラドワンスカが生まれた1989年は、ちょうどポーランドで共産主義から自由主義への体制転換が始まった年である。アグニエシュカは4歳の時から、妹のウルシュラとともに父親の手ほどきでテニスを始め、ドイツ・ノルトライン＝ヴェストファーレン州ボルケン郡のグロナウにあるテニスクラブで練習を積んだ。2005年4月に16歳でプロ入り。その後、2005年ウィンブルドンと2006年全仏オープンのジュニア女子シングルス部門で優勝する。全仏ジュニアの直前、2006年5月に故国ポーランドの首都ワルシャワで開かれた「J&Sカップ」で、ラドワンスカは1回戦で2004年全仏オープン優勝者のアナスタシア・ミスキナを破り、エレーナ・デメンチェワとの準々決勝まで勝ち進んだ。6月の全仏ジュニアで第2シードから優勝した後、ラドワンスカは2006年ウィンブルドンで4大大会の本戦にデビューした。主催者推薦で出場したラドワンスカは、初めての本戦でキム・クライシュテルスとの4回戦まで勝ち進んだ。この後2006年全米オープンでは予選3試合を勝ち抜いたが、本戦2回戦でタチアナ・ゴロビンに敗退した。
2007年全豪オープンでは本戦直接出場を果たし、2回戦で第13シードのアナ・イバノビッチ（セルビア）に敗れた。5月のトルコ・イスタンブール大会で、ラドワンスカ姉妹は女子ツアー大会のダブルス初優勝を果たす。8月のスウェーデン・ストックホルム大会にて、ラドワンスカは決勝でベラ・ドゥシェビナを 6-1, 6-1 で破り、シングルスでも初優勝を飾った。これはポーランドの女子選手がWTAツアーで獲得した最初のシングルス・タイトルである。全米オープンで「第30シード」を得たラドワンスカは、1回戦で日本の森上亜希子に勝ち、3回戦で大会前年優勝者のマリア・シャラポワを 6-4, 1-6, 6-2 で破る勝利を挙げたが、4回戦でシャハー・ピアーに 4-6, 1-6 で敗れた。
2008年全豪オープンで、ラドワンスカは第29シードから初のベスト8に進出し、準々決勝で第9シードのダニエラ・ハンチュコバに 2-6, 2-6 で敗れた。この大会ではマルタ・ドマホフスカも4回戦まで進み、ポーランドの女子選手が2人ベスト16に勝ち残る快挙を見せた。ウィンブルドンでは、2回戦でラドワンスカとドマホフスカの“ポーランド対決”を実現させた後、4回戦でスベトラーナ・クズネツォワに 6-4, 1-6, 7-5 で競り勝ち、この大会でも初のベスト8入りを決めた。ポーランド女性によるウィンブルドン8強進出は、1939年のヤドヴィガ・イェンジェヨフスカ以来「69年ぶり」の快挙となる。準々決勝では第6シードのセリーナ・ウィリアムズに 4-6, 0-6 で敗れた。S・ウィリアムズは2回戦で、4大大会本戦に初出場した妹のウルシュラに 6-4, 6-4 で勝っていたため、同一大会でラドワンスカ姉妹を連破したことになる。
ウィンブルドン選手権終了後、ラドワンスカは2008年7月7日付の女子テニス世界ランキングで「10位」に入り、ポーランド女性として史上初の世界トップ10入りを果たした。当地の男子選手では、シングルスのトップ10に入った人は1970年代から1980年代前半にかけて活躍したヴォイチェフ・フィバク1人だけである。
2011年全豪オープンでラドワンスカは3年ぶりとなるベスト8に進出した。マイアミ大会のダブルスではダニエラ・ハンチュコバと組みダブルス2勝目を挙げた。8月のマーキュリー・インシュアランス・オープンでは1年ぶりのシングルス決勝に進出。ベラ・ズボナレワを 6–3, 6–4 で破り3年ぶりのシングルス5勝目を挙げた。2011年9月の東レ パン・パシフィック・オープン・テニストーナメントでは決勝で、ベラ・ズボナレワに 6–3, 6–2 で快勝して大会初優勝を果たした。翌週の中国オープンでも決勝でアンドレア・ペトコビッチを 7–5, 0–6, 6–4 で破り2週連続優勝となるシングルス7勝目を挙げた。
2012年全豪オープンで2年連続のベスト8に進出。準々決勝では優勝したビクトリア・アザレンカに 7-6(0), 0-6, 2-6 で敗れた。2月のドバイ大会で決勝に進出。ユリア・ゲルゲスに 7–5, 6–4 で勝利した。3月のマイアミ大会でも決勝でマリア・シャラポワを破って優勝した。
2012年ウィンブルドン選手権では準々決勝でマリア・キリレンコを 7–5, 4–6, 7–5 で破り初めての4大大会ベスト4に進出した。準決勝ではアンゲリク・ケルバーに 6–3, 6–4 で勝利し決勝に進出。決勝ではセリーナ・ウィリアムズに 1–6, 7–5, 2–6 で敗れ準優勝となった。大会後に自己最高の2位を記録している。ロンドン五輪の開会式ではポーランド選手団の旗手を務めた。シングルスでは1回戦でドイツのユリア・ゲルゲスに 5-7, 7-6(5), 4-6 で敗退した。妹のウルシュラと組んだダブルスでも2回戦で敗退した。東レ パン・パシフィック・オープン・テニストーナメントでは2年連続で決勝に進出したが、ナディア・ペトロワに 0–6, 6–1, 3–6 で敗れ連覇を逃した。
2013年は開幕戦のASBクラシックとシドニー国際で2週連続優勝を果たした。2013年全豪オープンでは準々決勝で李娜に 5-7, 3-6 で敗れた。ウィンブルドンでは準々決勝で李娜を 7-6(5), 4-6, 6-2 で破ったが、準決勝でザビーネ・リシキに 4-6, 6-2, 7-9 で敗れ2年連続の決勝進出を逃した。
2014年はロジャーズ・カップモントリオール大会では決勝でビーナス・ウィリアムズを6‐4,6‐2で下し初優勝。
2015年WTAファイナルでは決勝でペトラ・クビトバを 6–2, 4–6, 6–3 で破り大会初優勝を果たし初めてのビックタイトルを獲得した。
2017年7月ラドワンスカは自身のヒッティングパートナーのダヴィド・ケルトと結婚した。
ラドワンスカは2018年11月14日に自身のフェイスブックで、健康問題を理由に現役引退を表明した。
2020年7月ラドワンスカは自信のSNSに、第一子を出産したことを明らかにした。

## WTAツアー決勝進出結果

### シングルス: 28回 (20勝8敗)
| 大会グレード          | 大会グレード                 |
| 2008年以前            | 2009年以後                   |
| --------------------- | ---------------------------- |
| グランドスラム (0–1)  |                              |
| WTAファイナルズ (1–0) |                              |
| ティア I (0–0)        | プレミア・マンダトリー (3–2) |
| ティア I (0–0)        | プレミア5 (2–1)              |
| ティア II (1–0)       | プレミア (6–4)               |
| ティア III (1–0)      | インターナショナル (4–0)     |
| ティア IV ＆ V (2–0)  | インターナショナル (4–0)     |

| 結果   | No. | 決勝日         | 大会                 | サーフェス    | 対戦相手                         | スコア               |
| ------ | --- | -------------- | -------------------- | ------------- | -------------------------------- | -------------------- |
| 優勝   | 1.  | 2007年8月5日   | ストックホルム       | ハード        | ベラ・ドゥシェビナ               | 6-1, 6-1             |
| 優勝   | 2.  | 2008年2月10日  | パタヤ               | ハード        | ジル・クレイバス                 | 6-2, 1-6, 7-6(7-4)   |
| 優勝   | 3.  | 2008年5月19日  | イスタンブール       | クレー        | エレーナ・デメンチェワ           | 6-3, 6-2             |
| 優勝   | 4.  | 2008年6月21日  | イーストボーン       | 芝            | ナディア・ペトロワ               | 6-4, 6-7(11-13), 6-4 |
| 準優勝 | 1.  | 2009年10月11日 | 北京                 | ハード        | スベトラーナ・クズネツォワ       | 2-6, 4-6             |
| 準優勝 | 2.  | 2010年8月8日   | サンディエゴ         | ハード        | スベトラーナ・クズネツォワ       | 4-6, 7-6(9-7), 3-6   |
| 優勝   | 5.  | 2011年8月7日   | サンディエゴ         | ハード        | ベラ・ズボナレワ                 | 6-3, 6-4             |
| 優勝   | 6.  | 2011年10月1日  | 東京                 | ハード        | ベラ・ズボナレワ                 | 6-3, 6-2             |
| 優勝   | 7.  | 2011年10月9日  | 北京                 | ハード        | アンドレア・ペトコビッチ         | 7-5, 0-6, 6-4        |
| 優勝   | 8.  | 2012年2月25日  | ドバイ               | ハード        | ユリア・ゲルゲス                 | 7-5, 6-4             |
| 優勝   | 9.  | 2012年3月31日  | マイアミ             | ハード        | マリア・シャラポワ               | 7-5, 6-4             |
| 優勝   | 10. | 2012年5月26日  | ブリュッセル         | クレー        | シモナ・ハレプ                   | 7-5, 6-0             |
| 準優勝 | 3.  | 2012年7月7日   | ウィンブルドン       | 芝            | セリーナ・ウィリアムズ           | 1-6, 7-5, 2-6        |
| 準優勝 | 4.  | 2012年9月29日  | 東京                 | ハード        | ナディア・ペトロワ               | 0-6, 6-1, 3-6        |
| 優勝   | 11. | 2013年1月5日   | オークランド         | ハード        | ヤニナ・ウィックマイヤー         | 6-4, 6-4             |
| 優勝   | 12. | 2013年1月11日  | シドニー             | ハード        | ドミニカ・チブルコバ             | 6-0, 6-0             |
| 準優勝 | 5.  | 2013年7月28日  | スタンフォード       | ハード        | ドミニカ・チブルコバ             | 6-3, 4-6, 4-6        |
| 優勝   | 13. | 2013年9月22日  | ソウル               | ハード        | アナスタシア・パブリュチェンコワ | 6-7(8-10), 6-3, 6-4  |
| 準優勝 | 6.  | 2014年3月16日  | インディアンウェルズ | ハード        | フラビア・ペンネッタ             | 6-2, 6-1             |
| 優勝   | 14. | 2014年8月10日  | モントリオール       | ハード        | ビーナス・ウィリアムズ           | 6-4, 6-2             |
| 準優勝 | 7.  | 2015年6月27日  | イーストボーン       | 芝            | ベリンダ・ベンチッチ             | 4-6, 6-4, 0-6        |
| 優勝   | 15. | 2015年9月28日  | 東京                 | ハード        | ベリンダ・ベンチッチ             | 6-2, 6-2             |
| 優勝   | 16. | 2015年10月18日 | 天津                 | ハード        | ダンカ・コビニッチ               | 6-1, 6-2             |
| 優勝   | 17. | 2015年11月1日  | シンガポール         | ハード (室内) | ペトラ・クビトバ                 | 6-2, 4-6, 6-3        |
| 優勝   | 18. | 2016年1月10日  | 深圳                 | ハード        | アリソン・リスク                 | 6-3, 6-2             |
| 優勝   | 19. | 2016年8月27日  | ニューヘブン         | ハード        | エリナ・スビトリナ               | 6-1, 7-6(7-3)        |
| 優勝   | 20. | 2016年10月9日  | 北京                 | ハード        | ジョアンナ・コンタ               | 6-4, 6-2             |
| 準優勝 | 8.  | 2017年1月13日  | シドニー             | ハード        | ジョアンナ・コンタ               | 4-6, 2-6             |

### ダブルス: 4回 (2勝2敗)
| 結果   | No. | 決勝日        | 大会           | サーフェス | パートナー               | 対戦相手                              | スコア                |
| ------ | --- | ------------- | -------------- | ---------- | ------------------------ | ------------------------------------- | --------------------- |
| 優勝   | 1.  | 2007年5月21日 | イスタンブール | クレー     | ウルシュラ・ラドワンスカ | 詹詠然 サニア・ミルザ                 | 6-1, 6-3              |
| 準優勝 | 1.  | 2009年2月22日 | ドバイ         | ハード     | マリア・キリレンコ       | カーラ・ブラック リーゼル・フーバー   | 3-6, 3-6              |
| 準優勝 | 2.  | 2009年8月9日  | ロサンゼルス   | ハード     | マリア・キリレンコ       | 荘佳容 晏紫                           | 0-6, 6-4, [7-10]      |
| 優勝   | 2.  | 2011年4月3日  | マイアミ       | ハード     | ダニエラ・ハンチュコバ   | リーゼル・フーバー ナディア・ペトロワ | 7-6(7-5), 2-6, [10-8] |

## 4大大会シングルス成績
略語の説明
| W | F | SF | QF | #R | RR | Q# | LQ | A | Z# | PO | G | S | B | NMS | P | NH |

W=優勝, F=準優勝, SF=ベスト4, QF=ベスト8, #R=#回戦敗退, RR=ラウンドロビン敗退, Q#=予選#回戦敗退, LQ=予選敗退, A=大会不参加, Z#=デビスカップ/BJKカップ地域ゾーン, PO=デビスカップ/BJKカッププレーオフ, G=オリンピック金メダル, S=オリンピック銀メダル, B=オリンピック銅メダル, NMS=マスターズシリーズから降格, P=開催延期, NH=開催なし.
| 大会           | 2006 | 2007 | 2008 | 2009 | 2010 | 2011 | 2012 | 2013 | 2014 | 2015 | 2016 | 2017 | 2018 | 通算成績 |
| -------------- | ---- | ---- | ---- | ---- | ---- | ---- | ---- | ---- | ---- | ---- | ---- | ---- | ---- | -------- |
| 全豪オープン   | A    | 2R   | QF   | 1R   | 3R   | QF   | QF   | QF   | SF   | 4R   | SF   | 4R   | 3R   | 35–12    |
| 全仏オープン   | A    | 1R   | 4R   | 4R   | 2R   | 4R   | 3R   | QF   | 3R   | 1R   | 4R   | 3R   | A    | 23–11    |
| ウィンブルドン | 4R   | 3R   | QF   | QF   | 4R   | 2R   | F    | SF   | 4R   | SF   | 4R   | 4R   | 2R   | 43–13    |
| 全米オープン   | 2R   | 4R   | 4R   | 2R   | 2R   | 2R   | 4R   | 4R   | 2R   | 3R   | 4R   | 3R   | 1R   | 24–13    |